# دان بريغز (لاعب كرة قاعدة)
دان بريغز (بالإنجليزية: Dan Briggs)‏ هو لاعب كرة قاعدة أمريكي، ولد في 18 نوفمبر 1952 في كاليفورنيا في الولايات المتحدة.

## وصلات خارجية
- دان بريغز على موقع الدوري الياباني لكرة القاعدة (الإنجليزية)
- دان بريغز على موقعبيزبول رفرنس.كوم (الدوري الرئيسي) (الإنجليزية)
- دان بريغز على موقعبيزبول رفرنس.كوم (الدوري الثانوي) (الإنجليزية)
- دان بريغز على موقع مشجعي الرسوم البيانية (الإنجليزية)